# Vis viva
Vis viva (z latiny živá síla) je zastaralá vědecká teorie, která sloužila jako elementární a omezená raná formulace principu zachování energie. Může být myšlena jako typ kinetické energie nebo energie v souvislosti s vnímatelným pohybem.
Navržená Gottfriedem Leibnizem v rozmezí let 1676–1689, byla tato teorie kontroverzní a jak se zdálo v opozici vůči teorii zachování hybnosti obhajované sirem Isaacem Newtonem a Reném Descartem.
Teorie byla nakonec včleněna do moderní teorie energie, ačkoliv termín ještě přežívá v souvislosti s nebeskou mechanikou v rovnici vis viva.